# Le Valdécie
Le Valdécie ist eine Ortschaft im französischen Département Manche in der Normandie. Die vormals eigenständige Gemeinde mit einer Fläche von 4 Quadratkilometern wurde mit Wirkung vom 1. Januar 2016 mit Bricquebec, Les Perques, Quettetot, Saint-Martin-le-Hébert und Le Vrétot zur Commune nouvelle Bricquebec-en-Cotentin zusammengelegt. Seither ist sie eine Commune déléguée mit 143 Einwohnern (Stand 1. Januar 2022). 
Nachbarorte von Le Valdécie sind Sortosville-en-Beaumont im Nordwesten, Les Perques im Nordosten, Saint-Jacques-de-Néhou im Osten, Fierville-les-Mines im Süden und Saint-Pierre-d’Arthéglise im Westen.

## Bevölkerungsentwicklung

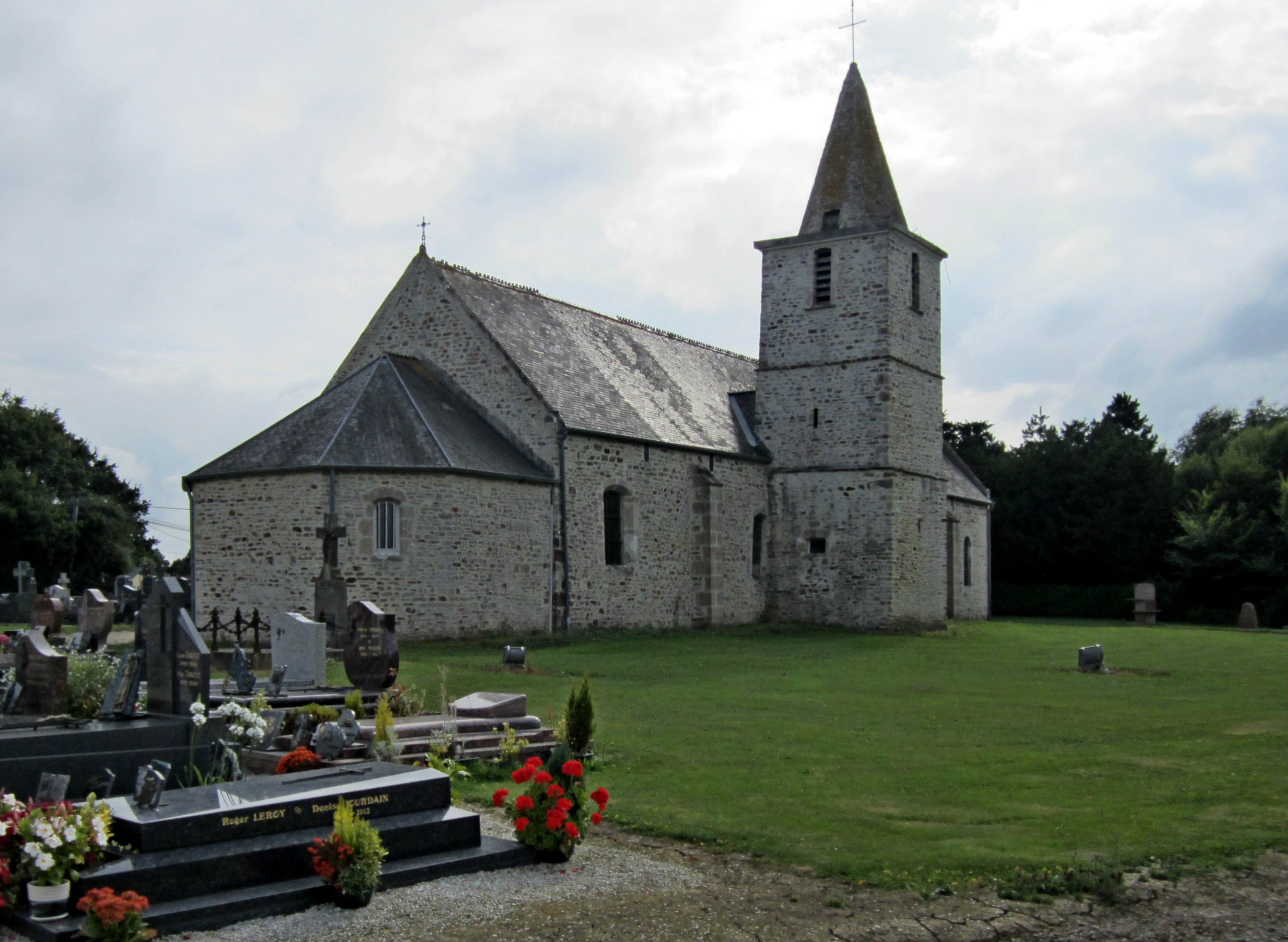
Kirche Mariä Himmelfahrt

| Jahr      | 1962 | 1968 | 1975 | 1982 | 1990 | 1999 | 2008 | 2015 |
| --------- | ---- | ---- | ---- | ---- | ---- | ---- | ---- | ---- |
| Einwohner | 189  | 171  | 148  | 152  | 153  | 146  | 117  | 146  |